# Helmondsestraat
De Helmondsestraat, vroeger Helmondseweg, is een straat in de kern van Bakel in de gemeente Gemert-Bakel in de Nederlandse provincie Noord-Brabant. In de straat bevinden zich verschillende historische bouwwerken, beeldbepalende panden en gemeentelijke monumenten.

## Geschiedenis
De Helmondsestraat was oorspronkelijk een van de belangrijkste doorgaande wegen van Bakel naar Helmond. Op de kadasterkaart 1811-1832 wordt de weg Grand Chemin de Helmond à Bakel ('grote weg van Helmond naar Bakel') genoemd. Enkele decennia terug werd de naam veranderd in Helmondseweg.

## Historische bebouwing
- Nummer 4 (beeldbepalend pand)
- Nummer 7 (beeldbepalend pand)
- Nummer 17 (woonhuis; gemeentelijk monument)
- Nummer 18 (herenhuis; gemeentelijk monument); mogelijks een gemeentehuis van de voormalige gemeente Bakel en Milheeze
- Nummer 26 (woonhuis; gemeentelijk monument)
- Sint-Willibrorduskerk

## Inrichting
De Helmondsestraat heeft twee parallelwegen.